# Economia di mercato eco-sociale
L'economia di mercato eco-sociale (EMES), nota anche come economia di mercato socio-ecologica (EMSE)  o economia di mercato sociale ed ecologica,  mira al bilanciamento dell'economia del libero mercato con la lotta per l'equità sociale e l'uso sostenibile delle risorse naturali. È stata sviluppata dal politico austriaco Josef Riegler negli anni '80, espandendo il concetto originale dell'economia sociale di mercato, un modello economico sostenuto per la prima volta da Konrad Adenauer, ed è considerato il sistema economico seguito dalla maggior parte delle nazioni in Europa.

## Definizione ed obiettivi
L'economia di mercato eco-sociale è un modello olistico basato su un'economia di mercato forte e innovativa. L'economia di mercato eco-sociale prevede la protezione dell'ambiente e l'equità sociale come criteri vitali per ogni attività economica morale. La protezione dell'ecologia e dell'habitat per le generazioni future sono questioni centrali per le economie di mercato eco-sociali. I suoi sostenitori sostengono che i liberi mercati da soli non sono in grado o interessati a proteggere l'ambiente, quindi è necessaria l'azione del governo. La creazione di standard sociali e ambientali più elevati, specialmente nei paesi in via di sviluppo, è vista come un passo fondamentale per la pace mondiale in futuro.

## Misure proposte
Alla base c'è la concorrenza onesta e un panorama politico di connettività e cooperazione globale. Gli economisti di mercato eco-sociali sostengono l'attuazione degli Obiettivi di sviluppo del Millennio e del Protocollo di Kyoto, e chiedono una più forte cooperazione tra le Nazioni Unite, l'Organizzazione mondiale del commercio, il Fondo Monetario Internazionale e l' Organizzazione internazionale del lavoro per sviluppare tale realtà. A livello nazionale il sistema economico eco-sociale promuove l'uso delle tasse ambientali, abbassando al contempo le imposte sul reddito. I sussidi pubblici dovrebbero, invece,  essere pagati solo per promuovere la sostenibilità. L'inquinamento ambientale e l'uso delle risorse devono essere inclusi nel calcolo dei processi di produzione e nei prezzi dei prodotti. È inoltre vista come assolutamente necessaria al fine di creare consapevolezza nel mercato una forte enfasi nell'educazione sui temi della protezione ambientale.

## Iniziativa del Piano Marshall Globale
L'idea di un Piano Marshall globale, proposta per la prima volta dal politico statunitense Al Gore negli anni '90, è una parte fondamentale del pensiero eco-sociale. L'idea dello sviluppo di questo piano di ripresa globale poggia su due punti fondamentali:
1. Stanziamento di fondi necessari per l'effettiva realizzazione degli Obiettivi di sviluppo del Millennio delle Nazioni Unite sulla base di partenariati, corresponsabilità e buon governo.
2. Il raggiungimento di un'economia di mercato eco-sociale globale mediante l'attuazione degli stessi standard ecologici e sociali in tutte le nazioni.[3]

Il finanziamento di queste misure di sviluppo si avrebbe da un'apposita imposta sulle transazioni finanziarie, una tassa sull'uso di alcune risorse come il cherosene o tramite i diritti speciali di prelievo presso il Fondo Monetario Internazionale. La grande criticità sta nel perseguire lo sviluppo del piano senza incorrere nella corruzione e senza l'imposta di tasse troppo alte. 
Tra i sostenitori di spicco dell'iniziativa ci sono Muhammad Yunus, Hans-Dietrich Genscher, Ernst Ulrich von Weizsäcker e Jane Goodall.